# Davi Pamplona Corte Real
Davi Pamplona Corte Real foi um personagem da história do Brasil. Era um boticário que, em 5 de novembro de 1823, foi espancado pelo major da Artilharia Montada José Joaquim Januário Lapa, acompanhado pelo capitão Zeferino Pimentel Moreira Freire, sob a acusação de ser o autor de uma carta anônima contrária aos militares portugueses engajados no Brasil, denominando-se de "Brasileiro Resoluto", e criticando aos dois em especial, acusando-os de conspiradores contra a Independência. Davi Pamplona, então, fez um requerimento à Comissão de Legislação e Justiça pedindo maior segurança pública e individual aos cidadãos.
Este episódio foi considerado como o desencadeador do afastamento dos irmãos Andradas (José Bonifácio e Martim Francisco) da Assembleia Constituinte e sua posterior dissolução.